# Хайреддін аль-Ахдаб
Хайреддін аль-Ахдаб (араб. خير الدين الأحدب; 1894 — 9 грудня 1941) — ліванський політик, восьмий прем'єр-міністр Лівану за часів Французького мандату. Став першим мусульманином на посаді голови уряду Лівану.

## Біографія
Народився в шанованій сім'ї з Триполі. Навчався в мусульманських школах, потім закінчив школу Фрейре у Бейруті, після чого виїхав до Франції. Там він вивчав математику у Сорбонні. Після повернення на батьківщину працював у французькій адміністрації та заснував газету «Новий завіт», а також був видавцем газети «Панараб». Завдяки цьому він мав значний вплив у культурних і політичних колах. За супротив французькому мандати верховний комісар намагався його заарештувати, втім аль-Ахдаб утік до Палестини.
Повернувшись до Бейрута, 1934 року був обраний його представником у законодавчому органі країни. У січні 1937 року, зважаючи на його політичний і соціальний вплив, верховний комісар був змушений призначити його на посаду прем'єр-міністра. Водночас він очолив міністерства юстиції та внутрішніх справ. Пішов у відставку навесні 1938 року.
Загинув 1941 в Марселі, де й був похований, оскільки доправити тіло на батьківщину заважали бойові дії Другої світової війни. Лише 1947 року рештки колишнього прем'єр-міністра перевезли до Бейрута, де поховали на цвинтарі Бачура.